# Патрісія Отт
Патрісія Отт (нім. Patricia Ott, 15 травня 1960) — німецька хокеїстка на траві.
Срібна призерка Олімпійських Ігор 1984 року.